# 546844 Jinzhangwei
546844 Jinzhangwei este o planetă minoră (asteroid) din centura de asteroizi. A fost descoperită pe 11 septembrie 2016 la  de  și a fost numită după Jin Zhangwei⁠(d). 
Obiectul prezintă o orbită caracterizată de o semiaxă mare de 3,0291358432745 UAi, o excentricitate de 0,10454831235504, o înclinație de 7,4984155649634 ° în raport cu ecliptica.